# Annie Funk
Annie Clemmer Funk (12 de abril de 1874-15 de abril de 1912) fue una misionera cristiana estadounidense que pereció en el hundimiento del RMS Titanic. Annie era misionera desde 1906 en el distrito de Janjgir-Champa, en Chhattisgarh, India.

## Biografía
Annie Funk nació en la pequeña ciudad de Bally, en Pensilvania, donde sus ancestros, emigrantes menonitas de Alemania, se habían establecido a principios del siglo XVIII, asistiendo Annie a la escuela estatal de Pensilvania en West Chester. Su congregación, la Hereford General Conference Mennonite Church, donde su padre sirvió como diácono veinticinco años, sembró en Annie el interés por las misiones desde pequeña. Asistió a la Northfield Bible Training School, fundada por Dwight L. Moody en Northfield, Massachusetts. Tras graduarse, Annie trabajó con inmigrantes en los barrios bajos de Chattanooga, en Tennessee, y en Paterson, Nueva Jersey, aunque su sueño era ser misionera.
Tras varias asignaciones en el país, Annie se ofreció voluntaria para ir al extranjero. Fiel devota, en una ocasión, ante el temor de un amigo por la seguridad de Annie en su primer viaje transatlántico, ésta respondió: «Nuestro Padre celestial está cerca de nosotros tanto en mar como en tierra. Mi confianza está en Él. No tengo miedo». Finalmente, su sueño de convertirse en misionera se vio cumplido en diciembre de 1906 cuando fue enviada a la India como la primera misionera menonita.
Annie sirvió en el distrito de Janjgir-Champa, en Chhattisgarh, aprendiendo hindi durante su estancia. En 1908 abrió una escuela y hotel de una habitación para niñas pobres, donde impartió clase inicialmente a diecisiete alumnas. Esta escuela pasaría a llamarse Annie C Funk Memorial School en su honor, quedando a día de hoy en pie únicamente los muros exteriores y una pequeña placa en la cual se relata su vida y muerte.
La labor de Annie se vio interrumpida por un telegrama el cual decía lo siguiente: «Ven a casa en seguida. Madre muy enferma. He comprado en dos barcos, Padre Shelly». Pese a no haber sido informada de que en realidad su madre se estaba muriendo, Annie realizó los preparativos del viaje con rapidez. Tras un largo viaje hasta Liverpool, descubrió que el barco que la llevaría a América retrasaría su salida a consecuencia de una huelga del carbón, por lo que tomó la decisión de embarcar en el RMS Titanic, el cual, pese a ser más caro, la llevaría a casa más pronto, adquiriendo para ello un billete de segunda clase por trece libras.
El Titanic abandonó Southampton el 10 de abril de 1912, impactando contra un iceberg la noche del 14 del mismo mes y hundiéndose en las primeras horas de la madrugada del día 15. Según un relato sin confirmar, Annie pereció en el naufragio al ceder su asiento en un bote salvavidas a una mujer y a su hijo. Su cuerpo, en caso de haber sido recuperado, nunca fue identificado.
Un memorial en el Hereford Mennonite Church Cemetery dedicado a Annie reza lo siguiente:

REGRESABA A CASA EN SU PRIMER PERMISO, CUANDO LA MUERTE LA ATRAPÓ EN EL NAUFRAGIO DEL BUQUE DE VAPOR TITANIC CERCA DE LA COSTA DE TERRANOVA.

SU VIDA FUE DE SERVICIO EN EL ESPÍRITU DEL MAESTRO - NO PARA SER MINISTRADA SINO PARA MINISTRAR